# التعديل الثاني لدستور الولايات المتحدة الأمريكية

التعديل الثاني لدستور الولايات المتحدة

التعديل الثاني لدستور الولايات المتحدة (بالإنجليزية: Second Amendment to the United States Constitution)‏ يحمي حق المواطنين في الاحتفاظ بالأسلحة وحملها. تمت المصادقة عليه في 15 ديسمبر 1791، إلى جانب تسع مواد أخرى في وثيقة الحقوق. في قضية مقاطعة كولومبيا ضد هيلر (2008)، أكدت المحكمة العليا للمرة الأولى أن حق امتلاك الأسلحة يعود للأفراد، للدفاع عن أنفسهم في موطنهم، بينما أشارت أيضًا إلى أن هذا الحق ليس غير محدود ولا يمنع الحظر طويل الأمد في حالات على غرار «حيازة المجرمين والمختلين عقليًا للأسلحة النارية» أو القيود المفروضة على «حمل الأسلحة الخطيرة وغير العادية». في قضية ماكدونالد ضد مدينة شيكاغو (2010)، قضت المحكمة العليا بأن الولايات والحكومات المحلية مقيدة بالقدر نفسه مقارنةً بالحكومة الفيدرالية فيما يتعلق بالتعدي على هذا الحق.
استند التعديل الثاني جزئيًا على الحق في الاحتفاظ بالأسلحة وحملها في القانون العام الإنجليزي وتأثر بوثيقة الحقوق الإنجليزية لعام 1689. وصف السير ويليام بلاكستون هذا الحق بأنه يدعم الحقوق الطبيعية للدفاع عن النفس ومقاومة الاضطهاد، والواجب المدني للدفاع عن الدولة بشكل جماعي. يجب النظر إلى أي تسميات مساعدة للحقوق في سياق الغرض المتأصل من وثيقة الحقوق، الذي يتضمن تمكين مجموعة ذات قدرة على تحقيق نتيجة مرغوبة بشكل متبادل، وليس بالضرورة لتعداد أو ترتيب أهمية الحقوق. أيد كل من جيمس مونرو وجون آدامز تصديق الدستور، لكن أكثر مؤيدي التعديل تأثيرًا هو جيمس ماديسون. في كتاب الفيدرالي رقم 46، وصف ماديسون كيف يمكن إبقاء الجيش الفيدرالي تحت السيطرة من قبل مليشيات الدولة. جادل بأن ميليشيات الدولة «ستكون قادرة على صد خطر» الجيش الفيدرالي، «قد يكون هناك شك في قدرة القوات النظامية على التغلب على الميليشيات». قارن ماديسون بين حكومة الولايات المتحدة الفيدرالية والممالك الأوروبية، التي وصفها بأنها «لا تؤمن على امتلاك الناس للأسلحة»، وأكد على أن «وجود حكومات خاضعة ... يشكل حاجزًا أمام المشاريع الطموحة».
بحلول يناير 1788، صدقت ولاية ديلاوير وبنسلفانيا ونيوجيرسي وجورجيا وكونيتيكت على الدستور دون الإصرار على التعديلات. اقتُرح العديد من التعديلات، لكنها لم تُعتمد وقت المصادقة على الدستور. مثلًا، ناقشت اتفاقية بنسلفانيا خمسة عشر تعديلًا، يتعلق أحدها بحق الشعب بامتلاك الأسلحة، والآخر بالميليشيات. صادقت اتفاقية ماساتشوستس على الدستور مع قائمة مرفقة من التعديلات المقترحة. في النهاية، قُسمت اتفاقية التصديق بالتساوي بين المؤيدين والمعارضين للدستور لدرجة أن الفيدراليين وافقوا على قانون الحقوق لضمان التصديق. في قضية الولايات المتحدة ضد كروكشانك (1876)، قضت المحكمة العليا بأن «الدستور لا يمنح الحق في حمل السلاح؛ كما أنه لا يعتمد بأي شكل من الأشكال على ذلك في وجوده. لا تعني التعديلات الثانية أكثر من عدم قدرة الكونجرس على انتهاكها، وليس لها أي تأثير آخر سوى تقييد سلطات الحكومة الوطنية». في قضية الولايات المتحدة ضد ميلر (1939)، قضت المحكمة العليا بأن التعديل الثاني لا يحمي أنواع الأسلحة التي ليس لها «علاقة معقولة بالحفاظ على الميليشيا المنظمة بشكل جيد».
في القرن الحادي والعشرين، خضع التعديل لتحقيق أكاديمي واهتمام قضائي جديد. في قضية مقاطعة كولومبيا ضد هيلر، أصدرت المحكمة العليا قرارًا تاريخيًا قضى بأن التعديل يحمي حق الفرد في الاحتفاظ بالسلاح للدفاع عن نفسه. كانت هذه هي المرة الأولى التي تحكم فيها المحكمة العليا بأن التعديل الثاني يضمن حق الفرد بامتلاك سلاح. في قضية ماكدونالد ضد شيكاغو (2010)، أوضحت المحكمة العليا أن بند الإجراءات القانونية في التعديل الرابع عشر يتضمن التعديل الثاني في الولايات والحكومات المحلية. في قضية كايتانو ضد ماساتشوستس (2016)، كررت المحكمة العليا أحكامها السابقة بأن «التعديل الثاني يمتد، للوهلة الأولى، إلى جميع الأدوات التي تُعتبر أسلحة محتملة، حتى تلك التي لم تكن موجودة وقت تأسيس التعديل» وأنه لا يقتصر على «الأسلحة المفيدة في الحرب فقط». يستمر الجدل بين المنظمات المختلفة بشأن الحد من انتشار الأسلحة والحق بامتلاكها.

## النص
توجد نسخٌ متعددة من نص التعديل الثاني، وتختلف عن بعضها بالحروف الكبيرة والترقيم. أقرّ الكونغرس الاختلافات بين النسخ وأوضحها، وكذلك النسخ التي أقرّتها الولايات. أدت تلك الاختلافات إلى جدلٍ حول تفسير هذا التعديل، من حيث أهمية ما تطلق عليه المحاكم البند التمهيدي.

تُحفظ النسخة النهائيّة من وثيقة الحقوق في إدارة الأرشيف والوثائق الوطنية، وهي النسخة الأصليّة، والمكتوبة باليد، والتي أقرّها الكونغرس، فضلًا عن باقي أجزاء الوثيقة التي كتبها النساخ وليم لامبرت. أُقرّت هذه النسخة في ديلاوير، واستخدمتها المحكمة العليا في قضية مقاطعة كولومبيا ضد هيلر.
تُعدّ الميليشيا، المنظّمة تنظيمًا جيدًا، ضرورية لضمان أمن الدولة الحرة، فلا يجوز تقويض حق الشعب في حمل السلاح والاحتفاظ به.
أُسقطت الفاصلة الأولى أو الأخيرة من بعض النسخ التي أقرّتها الولايات، مثل نسخة ولاية ماريلاند:
تُعدّ الميليشيا المنظّمة تنظيمًا جيدًا ضروريةً لضمان أمن الدولة الحرة، فلا يجوز تقويض حق الشعب في حمل السلاح والاحتفاظ به.
احتوت نصوص القوانين في النسخ التي أُقرّت في نيويورك، وبنسلفانيا، ورود آيلاند، وكارولاينا الجنوبية، فاصلة واحدة فقط، لكنها تختلف عن النسخة السابقة من ناحية الحروف الكبيرة، أما نص قانون التعديل في ولاية نيوجيرسي، فلا يحتوي أي فاصلة.

## خلفية عن مرحلة ما قبل الدستور

### تأثير وثيقة الحقوق الإنجليزية لعام 1689
يُعدّ حق البروتستانتيين التاريخي في حمل السلاح، والمرعيّ في القانون العام الإنجليزي، حقًا فرعيًا مساعدًا للحقوق الأساسية المتعلقة بالأمان الشخصي، والحرية الشخصية، والملكية الخاصة. يقول السير وليم بلاكستون أن «آخر حق مساعد للمواطن هو الحقّ في حمل السلاح للدفاع عن النفس، وبما يلائم الحالة وشدتها، وحسب ما يتيحه القانون». عُبّر عن هذا الحق في التشريع الأساسي، ويُعدّ ترخيصًا عامًا يتيح للفرد ممارسة حقّه الطبيعي في المقاومة وصون الذات، وفق تحفظات معينة، عندما تكون العقوبات التي يفرضها المجتمع والقوانين غير كافية لردع العنف والاضطهاد.
برزت وثيقة الحقوق الإنجليزية لعام 1689 إبان فترةٍ شديدة الاضطراب في السياسة الإنجليزية، فتجسدت أسباب النزاع الرئيسة في مشكلتين: سلطة الملك التي تتيح له الحكم من دون موافقة البرلمان، ودور الكاثوليكيين في بلد يصبح بروتستانتيًا أكثر من أيّ وقت مضى. خُلع الملك الكاثوليكي جيمس الثاني عن العرش أخيرًا في الثورة المجيدة، ثم وافق خليفتاه، وليام الثالث وماري الثانية، على الشروط التي نصّت تضمّنتها الوثيقة. عالجت الوثيقة بعض المشكلات، مثل صلاحية الملك التي تتيح له نزع سلاح رعاياه من جهة، بعد أن لجأ الملكان تشارلز الثاني وجيمس الثاني إلى نزع سلاح كثيرٍ من البروتستانتيين الذين «عُرف عنهم» كره الحكومة أو «اشُتبه» بهم، وخلاف الملك مع البرلمان حول نيّته الاحتفاظ بجيش متأهب (أو دائم) من جهة أخرى. توضّح الوثيقة أن الغرض منها استعادةُ «الحقوق القديمة» التي داس عليها الملك جيمس الثاني، مع أن البعض رأى أن وثيقة الحقوق الإنجليزية استحدثت حقًا جديدًا في حمل السلاح، نشأ أساسًا من واجب امتلاك هذا السلاح. أما في قضية مقاطعة كولومبيا ضد هيلر (2008)، فلم تقبل المحكمة العليا بهذا الطرح، وأشارت إلى أن الحق الإنجليزي العائد إلى فترة إقرار وثيقة الحقوق الإنجليزية «حقٌّ فردي بوضوح، ولا يتعلّق إطلاقًا بالخدمة العسكرية في الميليشيا»، وينصّ على عدم انتزاع سلاح الفرد من طرف التاج الملكي، لا منح حقّ جديدٍ لحمل الأسلحة.
كُتب نصّ وثيقة الحقوق الإنجليزية لعام 1689 بأسلوبٍ يحمي حق البروتستانتيين في رفض عمليات نزع السلاح التي يأمر بها الملك، وجاء فيه: «يحق للرعايا البروتستانتيين حمل السلاح من أجل الدفاع عن أنفسهم بما يلائم الحالة، وحسب ما يتيحه القانون». احتوت الوثيقة نصًا آخرًا، وُضع أملًا بإلزام البرلمانات قانونيًا في المستقبل، لكن القانون الدستوري الإنجليزي يمنع أيّ برلمان من إلزام البرلمانات اللاحقة قانونيًا.

يُقتبس البيان المتعلّق بحق حمل السلاح كثيرًا مما ورد في باب وثيقة الحقوق الإنجليزية فقط، حيث كُتبت العبارة كما ذُكر أعلاه، وليس في سياقها الكامل. فيوضّح السياق الكامل تأكيد الوثيقة على حقّ المواطنين البروتستانتيين في رفض الامتثال لأوامر نزع السلاح الملكية من دون موافقة البرلمان، أي أن الوثيقة مجرد استعادةٍ لحقوق البروتستانتيين التي أبطلها الملك السابق لفترة وجيزة، وخلافًا للقانون أساسًا.
بيد أن الملك الراحل جيمس الثاني حاول هدم الديانة البروتستانتية، وقوانين وحريّات مملكته (تشمل قائمة المظالم…) وتقويضها بمساعدة طائفة متنوعة من المستشارين والقضاة والوزراء الفاسدين الذين وظّفهم…. عبر التسبّب بانتزاع سلاح عددٍ كبيرٍ من الرعايا البروتستانتيين الصالحين، بالتوازي مع تسلّح الكاثوليكيين وتوظيفهم خلافًا للقانون (التلاوة المتعلقة بتغيير الملك) … وبناءً على ذلك، تطابقت مصالح اللوردات الدينية والدنيوية مع رسائلهم، وتُعقد الانتخابات الآن لتمثيل الأمة تمثيلًا مستقلًا وكاملًا، مع إيلاء الاهتمام الشديد بانتهاج أفضل سبل تحقيق الأهداف آنفة الذكر في المقام الأول (وهذا ما فعله أسلافهم عادةً في حالات مشابهة) ... لذا يمكن للرعايا البروتستانتيين حمل السلاح من أجل الدفاع عن أنفسهم بما يتلاءم مع حالتهم، وحسب ما يتيحه القانون.
اعترفت المحكمة العليا في الولايات المتحدة بالرابط التاريخي بين وثيقة الحقوق الإنجليزية والتعديل الثاني للدستور الأمريكي، فينظم الاثنان حقًّا قائمًا، ولا يستحدثان حقًا جديدًا.
تشمل وثيقة الحقوق الإنجليزية تحفّظًا ينصّ على استخدام السلاح حسب ما يتيحه القانون حصرًا، وهو ما كان معمولًا به قبل إقرار الوثيقة وبعده. لم تتجاوز الوثيقة القيود السابقة المفروضة على ملكية بنادق بغية الصيد، لكنها خضعت للامتياز البرلماني الذي يتيح إبطال الصريح أو الضمني للتشريعات السابقة.
هناك اختلاف في الآراء حول المقدار الحقيقي لمدى ثوريّة الأحداث التي وقعت بين عامي 1688-89، فيوضّح بعض المعلّقين أن أحكام وثيقة الحقوق الإنجليزية لا تقوم مقام قوانينٍ جديدة، بل تبيّن قوانينًا موجودة أساسًا. كتب مارك تومسون أن دور وثيقة الحقوق الإنجليزية «لا يتعدّى تبيان بضع نقاطٍ من القوانين القائمة، وضمان حقوق الفرد الإنجليزيّ التي يمتلكها أساسًا». استطاعت الحكومة، قبل وبعد وثيقة الحقوق الإنجليزية، انتزاع سلاحٍ أي فرد أو طائفة من الأفراد إذا استشعرت تهديدًا لسلام المملكة. كتب وليام بلاكستون بحثًا بعنوان تفاسير قوانين إنجلترا في عام 1765، شرح فيه حقّ امتلاك السلاح في إنجلترا إبان القرن الثامن عشر، وعرّفه بأنه الحق المساعد الثانوي للمواطن، الذي «أُعلن عنه أيضًا» في وثيقة الحقوق الإنجليزية.
الحق الخامس والأخير للمواطن، والذي سأذكره الآن، هو امتلاك السلاح للدفاع عن النفس، بما يلائم الحالة وشدتها، وحسب ما يتيحه القانون. أُعلن عن هذا الحق أيضًا في القانون الأساسي، وهو ترخيص عام يتيح للفرد ممارسة حقّه الطبيعي في المقاومة وصون الذات، وفق تحفظات معينة، عندما تكون العقوبات التي يفرضها المجتمع والقوانين غير كافية لردع العنف والاضطهاد.
لا يوجد ما يدعو إلى الشك بتأثير وثيقة الحقوق الإنجليزية الهائل على كُتّاب التعديل الثاني، لكن الجدل حول تأويل النية المبيتة لهؤلاء، سواءً أكانت بهدف الحفاظ على اختصاص الولايات في تنظيم وضع السلاح، لا اختصاص الحكومة الفيدرالية (كما احتفظ البرلمان الإنجليزي لنفسه بهذه الصلاحية بدلًا من إعطائها للملك)، أم بهدف استحداث حقٍّ مشابه لحق الآخرين المنصوص عليه في الدستور (كما أقرّت المحكمة العليا في قضية هيلر).

## هوامش
1. ↑  Blackstone's Commentaries Book 1 Ch 1 – "The fifth and last auxiliary right of the subject ... is that of having arms for their defence".
2. ↑  Justice أنتونين سكاليا, wrote that "the right of the people to keep and bear Arms, shall not be infringed" was a just a controlling one and referred to it as a pre-existing right of individuals to possess and carry personal weapons for دفاع عن النفس and intrinsically for defense against طاغية. As with the English law "like most rights, the Second Amendment is not unlimited. It is not a right to keep and carry any weapon whatsoever in any manner whatsoever and for whatever purpose." "District of Columbia v. Heller" (PDF). مؤرشف من الأصل (PDF) في 2013-03-02.